# Кревал
Кревалите (Caranx hippos) са вид актиноптери от семейство Сафридови (Carangidae).
Те са незастрашен вид.
Таксонът е описан за пръв път от Карл Линей през 1766 година.

## Подвидове
- Caranx hippos caninus
- Caranx hippos hippos
- Caranx hippos tropicus